# Макаров, Виктор Матвеевич
Ви́ктор Матве́евич Мака́ров (17 апреля 1929, Шатурский район, Центрально-Промышленная область — 20 октября 1999, Екатеринбург) — советский деятель промышленности и науки, Герой Социалистического Труда, лауреат двух Государственных премий СССР.

## Биография
Родился 17 апреля 1929 года в деревне Семёновская Шатурского района Московской области.
После окончания школы поступил в Московский институт химического машиностроения, окончил его в 1951 году. С 1951 года — ведущий конструктор НИИ химического машиностроения в Москве, затем стал заместителем начальника технического отдела в Главном управлении химического машиностроения (Министерство общего машиностроения СССР).
В 1957 году переведён в Свердловск, назначен на должность главного конструктора, затем — главного инженера производственного объединения «Уралхиммаш».
В 1969 году стал генеральным директором этого производственного объединения, руководил им 18 лет. Все 18 лет его руководства «Уралхиммаш». На этом показал себя как хороший руководитель, благодаря его усилиям были созданы новые системы производства.
С 1980 года — доктор технических наук, с 1989 года — профессор.
Указом Президиума Верховного Совета СССР от 11 марта 1981 года за выдающиеся успехи, достигнутые в выполнении заданий десятой пятилетки и социалистических обязательств Макарову присвоено звание Героя Социалистического Труда.
В 1986 году возглавил Институт машиноведения Уральского отделения Академии наук СССР. На этом посту ему удалось внести значительный вклад в разработку и освоение выпуска новейшего оборудования. Стал одним из организаторов машиноведческой школы на Урале. Руководил исследованиями в радиоэлектронной, нефтеперерабатывающей и химической промышленности, авиационного и космического транспорта.
Также преподавал в Уральском политехническом институте.
Имеет 40 авторских свидетельств и 18 патентов на различные изобретения. Стал автором 175 печатных работ, среди них 6 монографий.
С 1998 года — член-корреспондент Академии инженерных наук России.
Умер 20 октября 1999 года в Екатеринбурге. Похоронен на Нижне-Исетском кладбище.

## Награды и почётные звания
- Медаль «Серп и Молот»
- Государственная премия СССР (1969)
- Государственная премия СССР (1976)
- 2 Ордена Ленина
- Орден Трудового Красного Знамени
- Орден «Знак Почёта»
- за внедрение изобретения, которое было создано после 1973 года вручён нагрудный знак Изобретатель СССР (1979)
- Заслуженный машиностроитель РСФСР (1979)

## Память
- В память о Макарове в 1999 году на площади у «Уралхиммаша» установлен памятный знак.

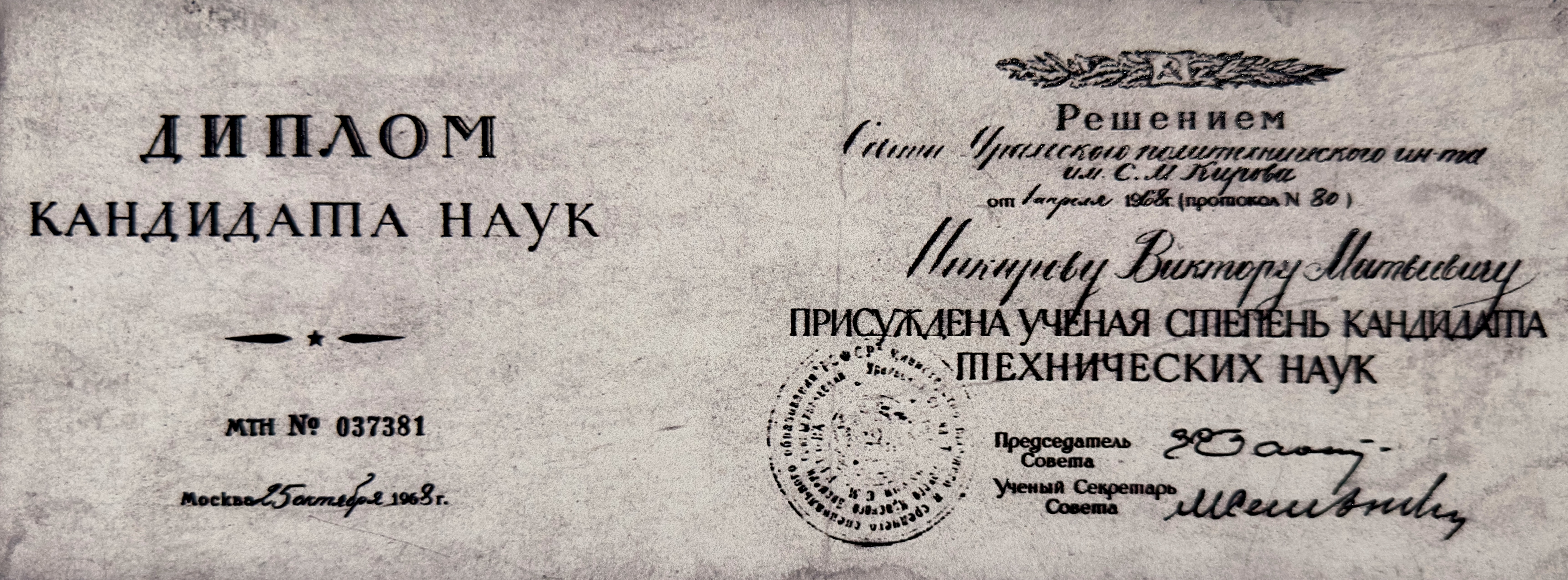
Диплом кандидата наук МИЕ
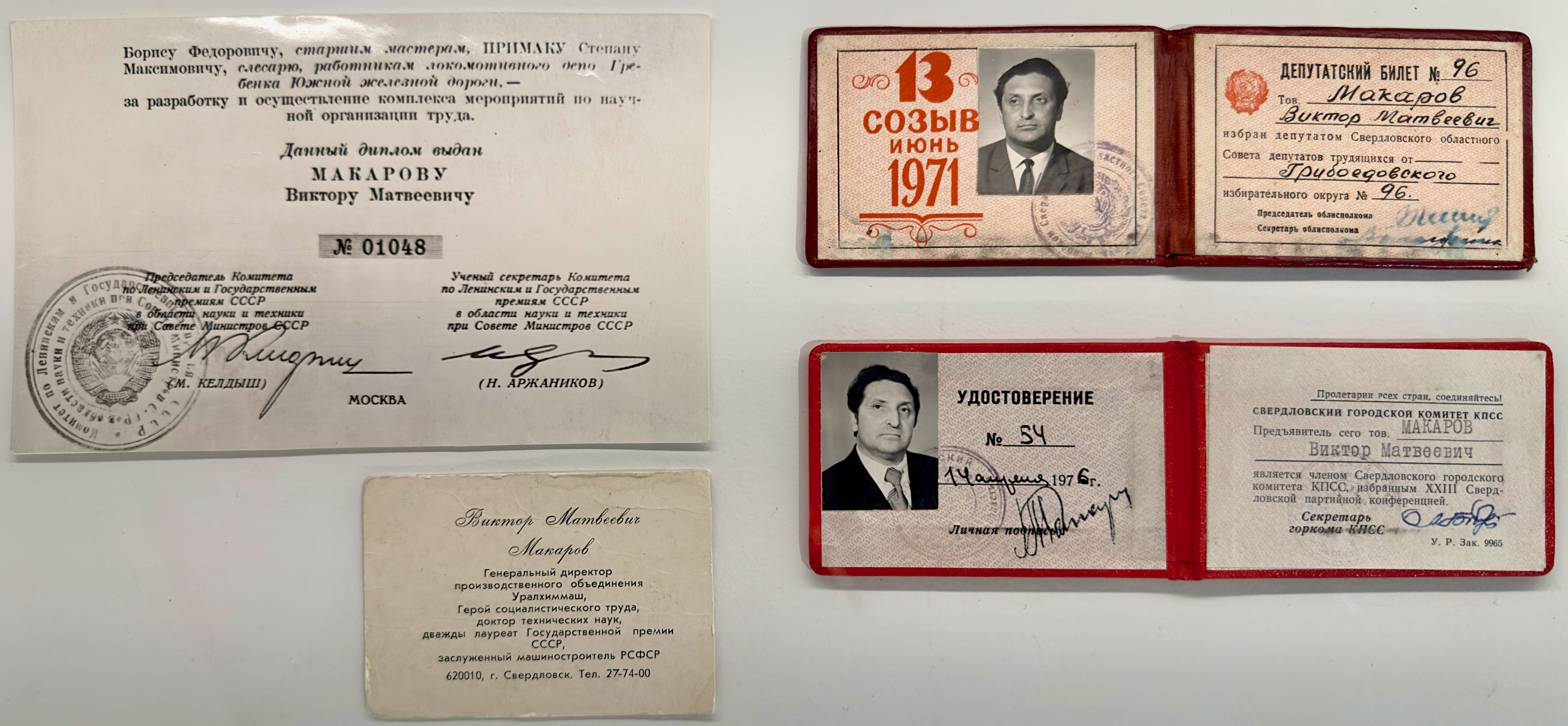
Документы и награды в экспозиции МИЕ
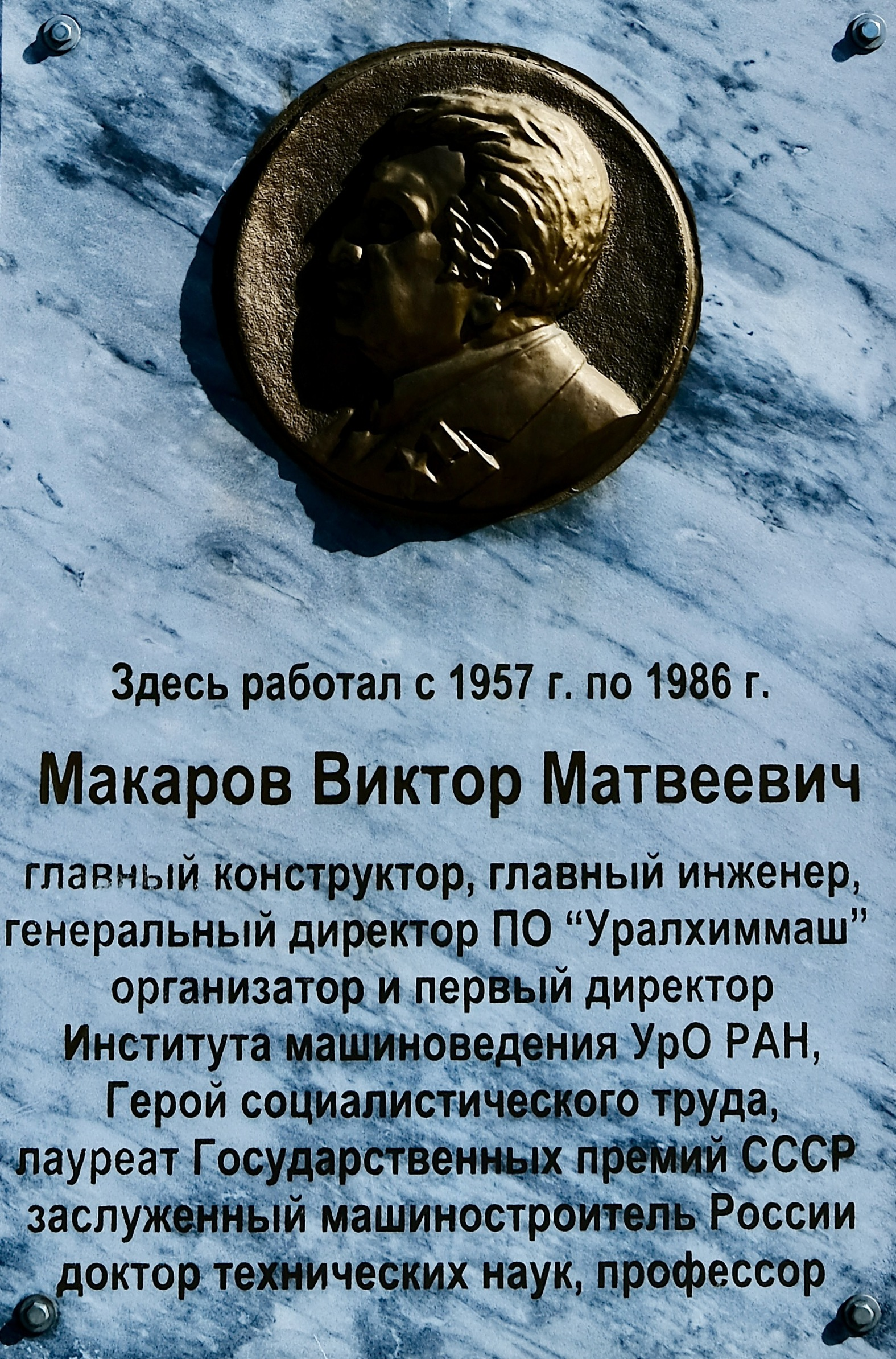
Памятная доска на заводоуправлении Уралхиммаша